# Rachel Wilson
Rachel Wilson, född 1973 i Köping uppvuxen i Stockholm, är en svensk taekwondoutövare i -73kg klassen från klubben JSK taekwondo i Stockholm.
Wilson vann sitt första SM-guld år 2000 och det senaste år 2013. Wilson har där mellan ytterligare över 20 guldmedaljer från deltävlingarna inom den svenska elitserien i Taekwondo. År 2009 var Wilson rankad två i Europa i viktklassen - 72kg. Med finalmedaljer i ett flertal internationella A-klasstävlingar, bland annat guld i Trelleborg Open, silver i Holländska öppna, silver i Tyska öppna. Wilson är en av få utövare som har tävlat för Svenska Taekwondolandslaget i över 10 år.
2011 vann Wilson European Masters Game i Lignano, Italien och 2013 kom hon hem med guldet från World Masters Game i Turin, Italien.